# Bamenda II
Bamenda II (ou Bamenda 2e) est une commune d'arrondissement de la communauté urbaine de Bamenda, département de la Mezam dans la région Nord-Ouest Cameroun. Elle a pour chef-lieu le quartier de Mankon.

## Géographie
La commune s'étend sur la partie ouest de la Communauté urbaine de Bamenda, à la fois en zones urbaine, péri-urbaine et rurale.
| Mbengwi | Bafut      | Bamenda III |
| Mbengwi | Bamenda II | Bamenda I   |
| Bali    | Santa      | Santa       |

## Histoire
La commune d'arrondissement de Bamenda II est créée en 2007, comme une des trois subdivisions de la Communauté urbaine de Bamenda.

## Administration
Elle est dirigée par un maire depuis 2007.
| Période     | Identité           | Parti | Notes                   |
| ----------- | ------------------ | ----- | ----------------------- |
| depuis 2020 | Peter Chenwi       | RDPC  |                         |
| 2007 - 2020 | Fidelis Balick Awa | SDF   | formateur d’enseignants |

## Chefferies traditionnelles
L'arrondissement de Bamenda 2e est le siège d'une chefferie traditionnelle de 1er degré, d'une chefferie de 2e degré et de trois chefferies de 3e degré :
- Chefferie Mankon, 1er degré
- Chefferie Nsongwa, 2e degré
- Chefferie Chomba, 2e degré[6]

Les trois chefferies de 3e degré sont :
- Bembinyah-Chomba
- Atuadong-Chomba
- Mbafue-Chomba

## Quartiers
La commune est divisée en 6 groupements de Bamenda Town, Mankon, Mbatu, Nsongwa Fondom, Ntaw Council Area, Chomba Fondom.

### Bamenda Town
- Alakuma
- Atuakom
- Atu-Azire (Meta Quarter, Big Mankon)
- Azire (Small Mankon)
- Chindeh
- Lower Ngomgham
- Mbingfibiel
- Musang
- Nitob I
- Nitob II
- Nitob III
- Nitob IV
- Ntambeng I (Old Town)
- Ntambeng II (Old Town)
- Ntamulung
- Ntarikon
- Ntatru
- Upper Ngomgham
- Muwatsu
- Nkvura
- Mulang

### Mankon
- Akumlam
- Alabukom
- Alachu
- Alafrumbi
- Alamandom
- Alamatu
- Alatah
- Alatakoh
- Asongkah
- Atua Mambu
- Atuafon
- Atualakom
- Bagbanong
- Bagmande
- Kukvung
- Maso
- Matsam
- Matsom
- Muwatsu
- Ndzong
- Ndzumabuah
- Ngulung
- Ntakimbari
- Ntamafe
- Ntamambu
- Ntambeng
- Ntambeng II (Old Town)
- Ntangien
- Ntankah
- Ntumbong

### Mbatu
- Mbatu Ntaw

### Nsongwa Fondom
- Nsongwa

### Ntaw Council Area
- Nkingkak

### Chomba Fondom
- Chomba

## Population
Le recensement de 2005 relève une population de 184 277 habitants dont 159 210 habitants pour la zone urbaine de Bamenda Town. 

## Santé
- Bamenda Regional Hospital, Hôpital régional de Bamenda

## Cultes
La population de Bamenda II se répartit en trois groupes religieux, les religions traditionnelles, les chrétiens et les musulmans.

## Économie
- Bamenda City Main Market, marché principal de Bamenda
- Bamenda Food Market

## Culture
- Musée royal de Mankon